# Nadežda Tkačenko
Nadija Volodimirivna Tkačenko (ukrajinsko Надія Володимирівна Ткаченко), ukrajinska atletinja, * 19. september 1948, Kremenčuk, Sovjetska zveza.
Nastopila je na poletnih olimpijskih igrah v letih 1972, 1976 in 1980, ko je osvojila naslov olimpijske prvakinje v peteroboju, leta 1972 je bila deveta, leta 1976 pa peta. Na evropskih prvenstvih je osvojila naslov prvakinje leta 1974.